# Burg Allersburg (Hohenburg)
Die Burg Allersburg ist eine abgegangene Höhenburg auf dem Kirchenberg in Allersburg, einem Ortsteil des Marktes Hohenburg im Landkreis Amberg-Sulzbach in Bayern. Die Anlage wird als Bodendenkmal unter der Aktennummer D-3-6636-0092 im Bayernatlas als „archäologische Befunde des Mittelalters und der frühen Neuzeit im Bereich der Kath. Pfarrkirche St. Michael in Allersburg, darunter die Spuren von Vorgängerbauten bzw. älterer Bauphasen“ geführt.

## Geschichte
Die Burg Allersburg war einer von zwei hochmittelalterlichen Adelssitzen im gleichnamigen Pfarrdorf, neben der Höhenburg auf dem Weinberg befand sich südöstlich im Tal der Lauterach die Wasserburg Alarasbach. Wahrscheinlich saß auf der Allersburg das Ministerialengeschlecht der Allersburger, sie dienten den Grafen von Hohenburg. Die ersten bekannten Mitglieder der Familie sind die 1210 genannten Karl, Seyfried und Ullrich von Allersburg. Das Geschlecht starb während des 14. Jahrhunderts aus, die letzten angehörigen waren Äbte und Prioren im Kloster Kastl. Die nächsten Ortsherren waren die Frickenhofer, auch die Pauren genannt, am 16. April 1342 wurde in einer Urkunde des Klosters Seligenporten der Helfenberger Burgmann Ulrich Frickenhofer und seine Söhne Ulrich und Albrecht als die Pauren zu Allersburg genannt. Die nächsten Besitzer waren die Punzinger zum Roßstein, ab 1500 dann die Herren von Scharfenberg.
Der Burgstall ist heute überbaut durch einen befestigten Friedhof und der Ortskirche Sankt Michael. Vermutlich besteht der Kirchenbau aus Resten der ehemaligen Burgkapelle und die Kirchhofmauer aus Resten der ehemaligen Burgmauer.